# Tenebrosella
Tenebrosella es un género de foraminífero bentónico de la Subfamilia Biseriammininae, de la Familia Biseriamminidae, de la Superfamilia Palaeotextularioidea, del Suborden Fusulinina y del Orden Fusulinida. Su especie tipo es Tenebrosella asturica. Su rango cronoestratigráfico abarca el Carbonífero.

## Discusión
Clasificaciones más recientes incluyen Tenebrosella en la Subfamilia Globivalvulininae, de la Familia Globivalvulinidae, de la Superfamilia Globivalvulinoidea, del Suborden Endothyrina, del Orden Endothyrida, de la Subclase Fusulinana y de la Clase Fusulinata.

## Clasificación
Tenebrosella incluye a la siguiente especie:
- Tenebrosella asturica †